# فيليب دي
فيليب أيفور دي (بالإنجليزية: Philip Dee)‏ (8 أبريل 1904 - 17 أبريل 1983) هو فيزيائي بريطاني وعضو في الجمعية الملكية وحاصل على وسام هيوز في عام 1952، أصبح برفيسور في الفلسفة الطبيعية بعد الحرب العالمية الثانية بجامعة غلاسكو.